# 性病検査キット
性病検査キット（せいびょうけんさキット）とは、郵送で性病の検査を受ける事ができる検査キットである。現在多くの企業がサービスを提供している。性感染症は性的接触を介して誰もが感染する可能性がある。感染しても無症状の場合もあり、治療に結びつかないだけでなく、自分の知らない間に他の人に感染させてしまうこともある。性病検査キットの内容は検体を採取するキットと検体を送り直す返信用封筒などが入っている。検査キットを使った検査の流れは次のとおり。ネットなどで注文をすると、検査機関から検査キットが発送される。自宅などで受け取ったあとは自身で検体を採取し検査機関に郵送で送り直す。結果は郵送で返信のほか、電話やネットなどで確認できる。匿名で受けられるものもあり、その際には郵送での結果送付をしない方法も選択できる。